# The Thaw
The Thaw (Brasil: Contaminação ) é um filme de terror/suspense, lançado em 2009, dirigido por Mark A. Lewis, estrelado por Val Kilmer e Martha MacIsaac.

## Sinopse
Em uma remota estação de pesquisa no Ártico Canadense, a equipe do Dr. David Kruipen (Val Kilmer) e mais quatro estudantes de ecologia descobrem que o verdadeiro horror do aquecimento global não é o derretimento do gelo em si, mas o que está descongelando com ele: um inseto pré-histórico que sai da carcaça de um mamute, obrigando o grupo à tomar decisões extremas para que o parasita não contamine o restante da Terra.